# Saussurea huashanensis
Saussurea huashanensis là một loài thực vật có hoa trong họ Cúc. Loài này được (Ling) X.Y.Wu miêu tả khoa học đầu tiên năm 1985.